# Руда Яворская
Руда Яворская (бел. Руда Яварская) — деревня на западе Беларуси, в Дятловском районе Гродненской области. Входит в состав Поречского сельсовета.
Расстояние до районного центра — города Дятлово — 20 километров.
В ноябре 1942 года в Руде Яворской состоялось крупное сражение партизанского отряда Булата с немецкими войсками, в котором последние потерпели поражение. Также здесь 19 марта 1944 года состоялось сражение партизанской бригады «Ленинская» с немецким гарнизоном, в ходе которого с немецкой стороны погибли более двадцати человек. В 1965 году в Липичанской пуще возле Руды Яворской разбился истребитель МиГ-19С 979-го Волковысского истребительного авиационного полка.

## Достопримечательности
- Костёл святого Иосифа (Юзофа) (начало XX в.)
- Храм Святого Архангела Михаила. Приход храма освобожден от обложения земельным налогом и налогом на недвижимость[3].

## Известные жители
о. Владислав Оношко (1902—1941) — католический священник, автор труда «Учение Петра Могилы о Церкви и её иерархии».